# Ophiogomphus bellicosus
Ophiogomphus bellicosus là loài chuồn chuồn trong họ Gomphidae. Loài này được Voronocovsky mô tả khoa học đầu tiên năm 1909.